# ランド研究所
ランド研究所（ランドけんきゅうじょ、RAND Corporation、ランド・コーポレーション）は、アメリカ合衆国のシンクタンクである。
アメリカ国内では４つの拠点（本部：カリフォルニア州サンタモニカ、ワシントンDCオフィス：ヴァージニア州アーリントン、ピッツバーグオフィス：ペンシルベニア州ピッツバーグ、ボストンオフィス：マサチューセッツ州ボストン）を有する。また、ヨーロッパではケンブリッジ、ブリュッセル、ハーグに３つの拠点を有し、オーストラリアのキャンベラにも拠点を有する。
従業員数（全ての拠点の合計）は約2,000人であり、そのうち研究員数は約1,200人である。
名称の“ランド”は、研究開発 (Research ANd Development) のアクロニムである。

## 沿革
1946年にアメリカ陸軍航空軍が第二次世界大戦後の軍の戦略立案と研究を目的に 「ランド計画/Project RAND」を設立した。設立当初にダグラス・エアクラフトと契約して1946年5月に人工衛星の基礎研究である「実験周回宇宙船の予備設計」(Preliminary Design of an Experimental World-Circling Spaceship) をリリースした。
1948年5月に「Project RAND」はダグラスから分離されて独立NPOとなった。その後、軍事関連の戦略研究から民生分野の公共政策・経済予測や分析、様々なコンサルティングへ分野を拡げたが、2004年の年報で「ランド研究所の研究の半分に国家安全保障問題が関係している」と記している。

## 設立目的
「アメリカ合衆国の公益と安全のために、科学、教育、慈善の促進を目的として」設立された非営利組織。自ら宣言した目的は自らの「高い品質と客観性」を使って「調査研究を通して政策や意思決定を改善することを助ける」。

## 業績と専門分野
システム分析の開発で業績が多く、重要なものに米国の宇宙開発、情報処理、人工知能などがある。インターネットの構築に用いられた様々な原則のほか、動的計画法、ゲーム理論、デルファイ法、線形計画法、システム分析、 など多くの解析手法を発明した。ウォーゲームを分析手段として開発して使用したことでも知られる。
現在の専門分野は教育関連も含み、小児政策、民事裁判、刑事裁判、教育、環境とエネルギー、健康、国際政策、労働市場、国家安全保障、人口と地域研究、科学技術、社会福祉、テロリズム、交通など多岐にわたる。
健康保険に関する最も重要で大規模な研究として、アメリカ保健教育福祉省の出資で新たな実験用の健康保険会社を作り、公共医療サービスの需要とそのコストを比較した。

### ランド研究所公共政策大学院
公共政策大学院のランド研究所公共政策大学院 (RAND School of Public Policy（旧名称はFrederick S. Pardee RAND Graduate School)） が置かれている。学生はランド研究所の政策研究に政策分析アナリストとして実際に参画する。キャンパスはランド研究所本部（サンタモニカ）とランド研究所ワシントンオフィス内の2カ所にある。政策研究、政策科学に関する大学院のPh.D.のプログラムとして全米で最大規模である。

## 様々な主張と文化
アメリカ軍と取引が多いダグラスにより設立されたのちも軍関係の戦略研究の契約が多く、軍産複合体と関連付ける論者も多い。陰謀論でたびたび話題にされるが、多くは研究内容の詳細が明らかでないため間違っているか不明瞭なものとなっている。軍産複合体で大きな役割を果たしたランド研究所の関係者を、ランド研究所内の研究でも大きな役割を果たしていたとする者もいるが多くは間違いである。
初期のランドが主としてアメリカ軍と密接に関わり戦略研究を担った事実をフィクションで描いた一例に、スタンリー・キューブリックの映画『博士の異常な愛情』で主人公のドクター・ストレンジラブは、ランドで核戦略や民間防衛を研究したハーマン・カーン、フォン・ノイマン、ドイツからアメリカとスポンサーを変えながら一貫して宇宙ロケットを目指したウェルナー・フォン・ブラウンなどが実在のモデルとされ、主人公が勤務する研究所「BRAND Corporation」はRAND Corporationのもじりである。当時のアメリカ空軍参謀総長カーチス・ルメイをモデルとした思しき人物も登場しているが、ルメイはRANDを「Research And No Development（研究し何も開発しない）の略ではないか」と皮肉ったことがある。ロバート・マクナマラが国防長官として軍の合理化を進めた際に、ランドのスタッフが立案と実行に携わり、予算削減に慌てた軍が対抗して政策スタッフを掻き集めた。
ランド研究所はおびただしい出版物を出しているが、そのベストセラーは『乱数表』である。en:A Million Random Digits with 100,000 Normal Deviatesを参照、「ベストセラー」として言及しているのは「RANDom」に掛けたアメリカンジョークの可能性がある。

## ランド研究所に関わる著名人
- ヘンリー・アーノルド - アメリカ空軍大将、ランド設立者
- ドナルド・ウィルズ・ダグラス - ダグラス・エアクラフト社長、ランド設立者
- アーサー・E・レイモンド - ダグラス・エアクラフト主任技術者、ランド設立者
- フランクリン・R・コルボーン - ダグラス・エアクラフト航空技術者、ランド設立者にして元責任者/理事
- ケネス・アロー - ノーベル経済学賞受賞者、社会選択理論におけるアローの不可能性定理を開発
- ポール・バラン - パケット通信の開発者の一人
- バリー・ベーム - ソフトウェア経済学の専門家、COCOMOの発明者
- ジョージ・ダンツィーグ - 数学者、線形計画問題におけるシンプレックス法の考案者
- ブルーノ・オーゲンスタイン - 物理学者、数学者、宇宙開発に携わった
- ジェームス・ギログリー - 暗号研究者、情報工学者
- セシル・ハスティングス - プログラマー、ソフトウェア工学の古典『Approximations for Digital Computers』（1955年）を書いた
- アレン・ニューウェル - 人工知能研究者
- ハーバート・サイモン - ノーベル賞経済学賞受賞者
- ポール・オニール - 1990年代終盤の会長、元財務長官。
- ダニエル・エルズバーグ - 国防政策研究家、ペンタゴン・ペーパーズをリークした人物
- ジョン・フォン・ノイマン - 数学者、ゲーム理論の創設者
- ジョン・ナッシュ - ノーベル賞経済学賞受賞者（ナッシュの定理）、数学者
- アルバート・ウォルステッター - 核戦略理論家、フェイルセーフ概念の提唱者
- ハーマン・カーン - 核戦争理論家、Scenario Planning の創設者の一人でのちに独立してハドソン研究所を設立した。
- ルイス・リビー - ディック・チェイニー副大統領の前主任スタッフ
- Katsuaki L. Terasawa - ニューヨーク州立大学オルバニー校経済学者
- ドナルド・ラムズフェルド - 1981 - 1986年、ランド研究所会長を務めた。元国防長官
- コンドリーザ・ライス - 1991 - 1997年、理事を務めた。元国務長官
- フランシス・フクヤマ - 学者、『歴史の終わり』の著者
- マイケル・ピルズベリー - 政治学者、国防総省顧問
- トーマス・シェリング - ノーベル経済学賞受賞者
- ザルメイ・ハリルザド - アメリカ合衆国駐イラク大使
- マーガレット・ミード - 文化人類学者
- 西村繁樹 - 自衛官、防衛大学校教授。最初の派遣留学生
- 川上高司 - 元拓殖大学海外事情研究所長　中央大学教授　内閣官房参与
- 田村耕太郎 - 日本の政治家。研究員を歴任
- ジェームズ・トムソン -  1989年 - 2011年、ランド研究所所長 (CEO) を務めた。
- マイケル・D・リッチ - 1993年以来、ランド研究所副所長（Executive Vice President）
- フランク・カールッチ - 理事、カーライル・グループの会長、元国家安全保障担当大統領補佐官、元国防長官
- ハロルド・ブラウン - 理事、博士、元国防長官
- ウォルター・モンデール - 元理事、元副大統領
- カール・ビルト - 理事、元スウェーデン首相
- アンドリュー・マーシャル - 元研究員、後に国防総省総合評価局局長
- Robert F. Salter - 真空列車や磁気浮上式鉄道の概念の提唱者
- サミュエル・T・コーエン - 中性子爆弾の発明者（1958年）
- Harold L. Brode - 物理学者、核兵器専門家